# 海童博行
海童 博行（かいどう ひろゆき、1970年 - ）は、日本の漫画家、イラストレーター。北海道出身。1997年、アフタヌーン四季賞冬のコンテストにて、「山下博行」名義で『Bird Cage』により四季大賞を受賞。その後、2005年までアンソロジーなどで短編作品を発表。『陰陽大戦記』以降は原作付きの作品を手がけている。2007年から2008年まで『ジャンプスクエア』にて『テイルズ オブ イノセンス』を誌上連載し、同年からジャンプスクエアのホームページにてweb連載した。

## 作品リスト

### 漫画連載
- ココナとハッセルホフ（UTAN1995年4月号 - 1997年3月号、学研ホールディングス、未単行本化）※山下博行名義
- 陰陽大戦記（原作監修：WiZ、シナリオ：富沢義彦、Vジャンプ2003年11月号 - 2006年2月号、集英社、全3巻）
- 危機之介御免（原作：富沢義彦、原案：大友克洋、マガジンZ2006年8月号 - 2007年12月号、講談社、全3巻）
  - 危機之介御免〜ギヤマンの書〜（原作：富沢義彦、原案：大友克洋、電撃黒「マ）王Vol.03〈2008年3月〉 - 連載中、アスキー・メディアワークス）
- テイルズ オブ イノセンス（原作：バンダイナムコゲームス、ジャンプスクエア2007年12月号 - 2008年6月号→web連載2008年6月 - 9月、集英社、全3巻）
- ぐりまる（原作：富沢義彦、月刊サンデーGX2008年4月号 - 2009年10月号、小学館、全3巻）
- 絶望のイヴ
- オロチ＆ビキニ 〜表裏十二支大戦記〜（原作：富沢義彦、2019年 - 2021年、WEBコミックサイト「Z」 / ヤンジャン！、ホーム社 / 集英社、全4巻）

### 漫画読切
- Bird Cage（月刊アフタヌーン1998年4月号、講談社）※山下博行名義
- 05：35（月刊アフタヌーン2002年12月号、講談社）※山下博行名義
- 絶縁体（Hのある風景III収録、2004年、光彩書房）※桐羽ユキオ名義
- 炉坊伝来記（原作：富沢義彦、2019年、WEBコミックサイト「Z」、ホーム社）

### 小説（挿絵）
- フジヤマ・コネクション（作：広井王子、Vジャンプ連載）
- フジヤマ・ステーション（作：広井王子、Vジャンプ連載）
- パニッシュメント（作：江波光則、ガガガ文庫）

## ゲスト出演
- アキバザイジュウ - ジャンプスクエア2008年6月号